# Bangana decora
Bangana decora е вид лъчеперка от семейство Шаранови (Cyprinidae). Видът е критично застрашен от изчезване.

## Разпространение
Разпространен е в Китай (Гуандун, Гуанси и Юннан).